# Rosalie Sjöman
Rosalie Sofie Sjöman, née Hammarqvist (16 octobre 1833 - 25 janvier 1919), est une pionnière de la photographie suédoise. Au milieu des années 1860, elle est l'une des photographes portraitistes les plus appréciées de Stockholm.

## Biographie
Née le 16 octobre 1833 à Kalmar dans le sud de la Suède, Rosalie Sofie Hammarqvist est la fille de John Peter Hammarqvist, capitaine de la marine marchande. À 22 ans, elle épouse le capitaine Sven Sjöman, qui a 15 ans de plus qu'elle. Le couple s'installe à Stockholm en 1857, ils ont deux fils et une fille. Lorsque son mari meurt d'alcoolisme[pas clair] en 1864, elle travaille comme assistante du photographe Carl Johan Malmberg qui a créé l'un des premiers studios photographiques de la ville en 1859. Plus tard, elle reprend son studio et l'exploite en son propre nom.

Portrait d'Hilma Frankenfeldt, actrice au théâtre Södra, 1871, par Rosalie Sjöman.

Rosalie Sjöman acquiert rapidement la réputation d'être l'une des meilleures photographes portraitistes de Stockholm. Elle emploie une équipe d'une dizaine d'assistants, ouvrant des studios à Kalmar, Halmstad et Vaxholm. Elle maîtrise les dernières techniques de l'époque, recouvrant ses images d'une fine pellicule de collodion pour obtenir un effet brillant. Elle réalise des portraits colorés teintés, dont plusieurs sont exposés au Musée nordique de Stockholm et à la Bibliothèque royale. 
En 1875, elle épouse le photographe Gustaf Fredrik Diehl actif à Vyborg, en Finlande. Après avoir donné naissance à un troisième fils et une deuxième fille, elle s'installe en 1881 avec ses cinq enfants à Regeringsgatan où elle ouvre un nouvel atelier, se séparant bientôt de Diehl. Au début des années 1880, elle réalise son portrait le plus célèbre, une photographie de sa fille Alma entourée de roses. Elle continue à diriger son studio sur Regeringsgatan jusqu'en 1905. Rosalie Sjöman meurt à Stockholm le 25 janvier 1919, à l'âge de 86 ans.